# Спринг Вали (Охајо)
Спринг Вали (енгл. Spring Valley) град је у америчкој савезној држави Охајо.

## Демографија
По попису из 2010. године број становника је 479, што је 31 (-6,1%) становника мање него 2000. године.
| Група             | 2000.       | 2010.       |
| Белци             | 489 (95,9%) | 463 (96,7%) |
| Афроамериканци    | 9 (1,8%)    | 1 (0,2%)    |
| Азијати           | 1 (0,2%)    | 0 (0,0%)    |
| Хиспаноамериканци | 0 (0,0%)    | 4 (0,8%)    |
| Укупно            | 510         | 479         |